# Spiegelschrift

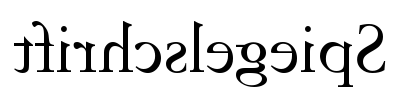
Das Wort „Spiegelschrift“ in Spiegelschrift

Unter Spiegelschrift versteht man eine Schrift, die erst bei einer Betrachtung durch einen Spiegel in herkömmlicher Weise lesbar ist. Eine Spiegelschrift auf Basis der lateinischen Schrift verläuft also von rechts nach links, im Hebräischen und Arabischen umgekehrt.

## Geschichte
Spiegelschriften waren vor allem zu Zeiten, in denen weite Teile der Gesellschaft noch Analphabeten waren, für die des Schreibens Kundigen eine einfache Form der Geheimschrift. Es wird vermutet, dass sie zu diesem Zweck unter anderem von Leonardo da Vinci in seinen Manuskripten angewandt wurde. Eine andere These lautet, dass Leonardo da Vinci Linkshänder und die Spiegelschrift für ihn deshalb vorteilhafter war.
Auch zeitgenössische Künstler, zum Beispiel Jochen Gerz, setzen Spiegelschrift in verschiedenen Kontexten ein.

## Einsatzbereiche
Verwendung findet Spiegelschrift vor allem bei Anhaltesignalgebern und Fahrzeugbeschriftungen, so dass diese im Klartext in den Rückspiegeln der voraus fahrenden Fahrzeuge lesbar sind. Vor allem Rettungs-, Feuerwehr- und andere Einsatzfahrzeuge tragen an ihrer Front häufig einen Schriftzug wie „Rettungswagen“ oder „Feuerwehr“ in Spiegelschrift. Auch für werbliche Zwecke wird diese Art der Beschriftung gelegentlich genutzt.
Die Motive für Guckkästen wurden mit spiegelverkehrten Titel beschriftet, die für den Guckkästner in Klarschrift lesbar waren.

## Besonderheiten
Viele Linkshänder sind in der Lage, ohne oder mit wenig Übung in Spiegelschrift zu schreiben – vor allem dann, wenn sie mit rechts schreiben gelernt haben, da sie dann unbewusst Spiegelschrift für die linke Hand gespeichert haben. Für sie hat die Spiegelschrift den Vorteil, dass die schreibende Hand nicht die zuletzt geschriebenen Buchstaben verdeckt und dabei möglicherweise verwischt.
Die Verwendung von Spiegelschrift durch Vorschulkinder kann ein Hinweis auf das Vorliegen einer Dyslexie sein.
Spiegelschrift kann mit entsprechenden Computerprogrammen leicht erzeugt werden. Texte, die auf Glasflächen kleben und durch das Kaleidoskop betrachtet werden, erscheinen ebenfalls in Spiegelschrift.
Die schottische Band Franz Ferdinand hat mehrere in Spiegelschrift gestaltete Logos.

Spiegelschriften
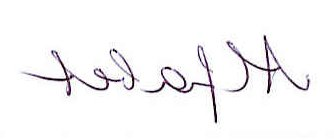
Das Wort „Alfabet“ in Schreibspiegelschrift
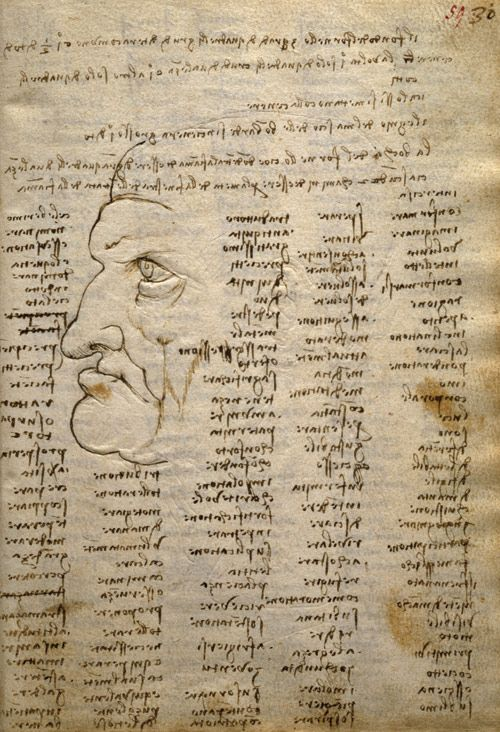
Leonardo da Vincis Manuskript Codex Trivulzianus, datiert 1487–1490
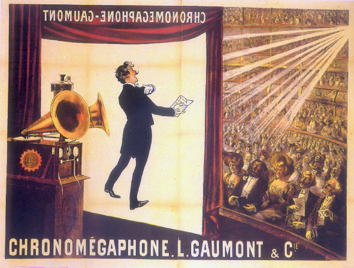
Werbeplakat für Tonfilm (1902)
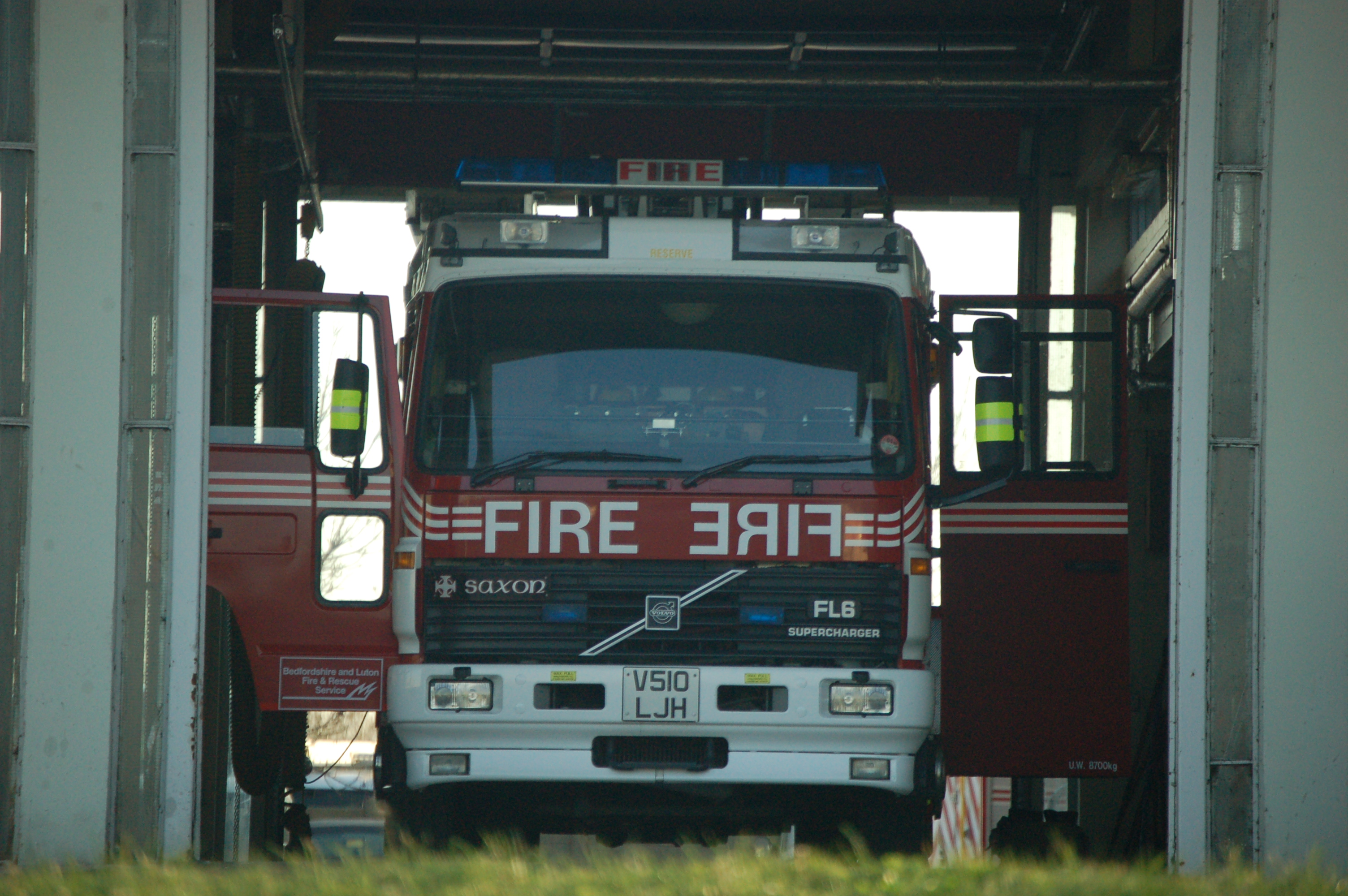
Normalschrift und Spiegelschrift an einem britischen Feuerwehrfahrzeug
Werbung in Spiegelschrift aus dem Nachrichtenmagazin „Der Spiegel“.[4]
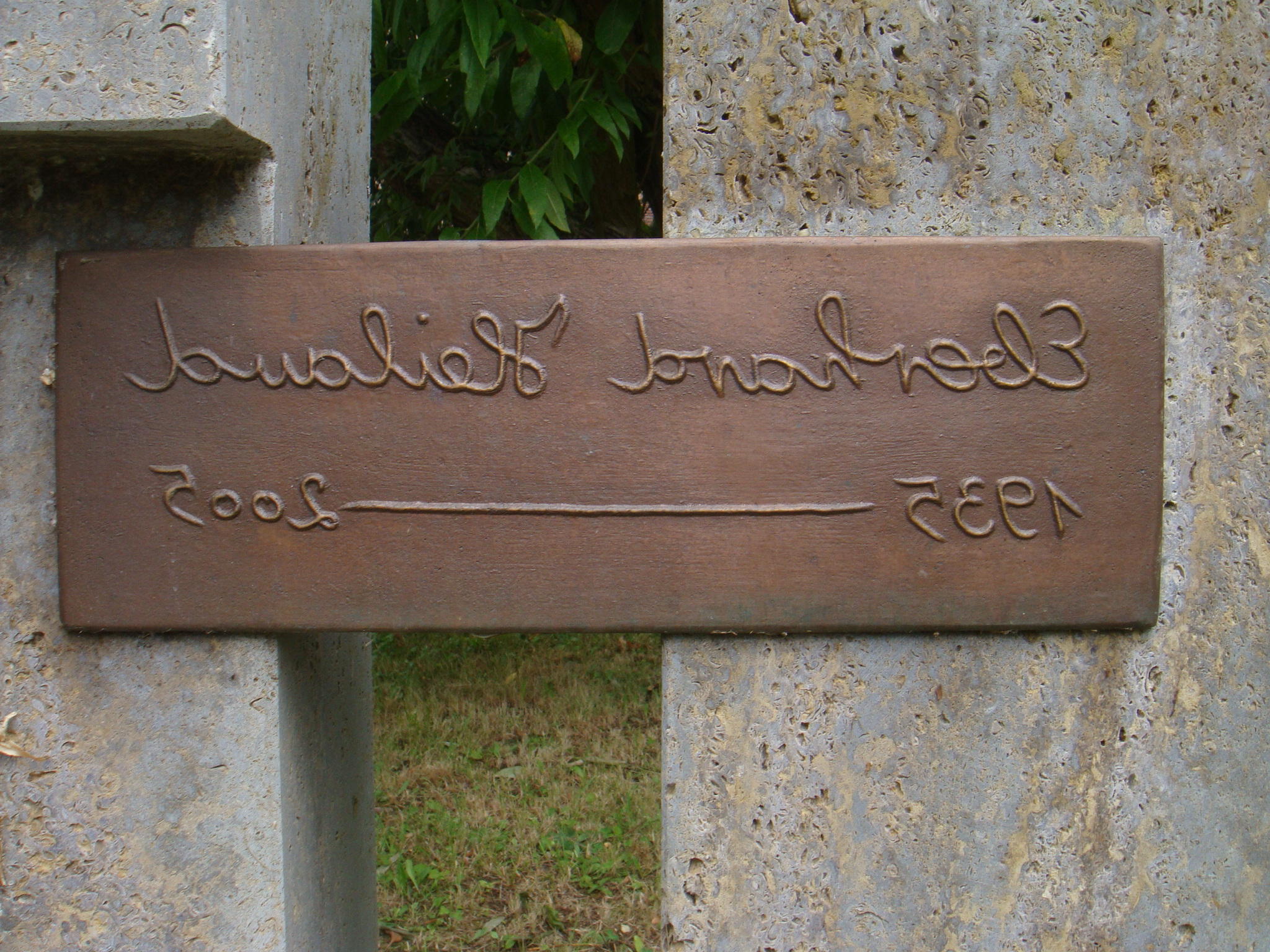
Grabplatte Eberhard Heiland in Spiegelschrift

## Identität der Buchstaben
Die meisten Buchstaben sehen als Spiegelschrift anders  aus (q, r, s, k usw.). Manche Buchstaben sehen trotz Spiegelung identisch aus, wobei das je nach Schriftart abweichen kann, aber für bestimmte Schriftarten auf alle Fälle gilt. Die Identität betrifft sowohl bestimmte Großbuchstaben (A, I, U, H usw.) als auch  bestimmte Kleinbuchstaben (o, v, w usw., aber auch i, l als Linie geschrieben). Auch bestimmte Zeichen sehen spiegelverkehrt identisch aus, z. B. das Ausrufezeichen (!). Übrigens sehen manche Buchstaben als Spiegelschrift wie andere Buchstaben aus. Der Kleinbuchstabe b sieht wie ein d aus, das p wie ein q. Auch das ist abhängig von der Schriftart, gilt aber für bestimmte Schriftarten.